# كيفن ماكليود
كيفن ماكليود (بالإنجليزية: Kevin MacLeod)‏ هو ملحن أمريكي، ولد في 28 سبتمبر 1972 في غرين باي في الولايات المتحدة.

## وصلات خارجية
- الموقع الرسمي
- كيفن ماكليود على موقع IMDb (الإنجليزية)
- كيفن ماكليود على موقع ميوزك برينز (الإنجليزية)
- كيفن ماكليود على موقع أول ميوزيك (الإنجليزية)
- كيفن ماكليود على موقع ديسكوغز (الإنجليزية)
- كيفن ماكليود على موقع قاعدة بيانات الفيلم (الإنجليزية)